# Interestatal 680 (California)
La Interestatal 680 (abreviada I-680) es una autopista interestatal ubicada en el estado de California. La autopista inicia en el Sur desde la I 280  , US 101   en San José hacia el Norte en la I 80     en Fairfield. La autopista tiene una longitud de 113,5 km (70.536 mi).

## Historia

### Ruta Estatal 21
La sección de la Ruta Estatal de California 21 entre Pleasant Hill y Martínez fue finalmente agregada al sistema estatal de carreteras en 1949, como un ramal de la Ruta 75. El ferry de Benicia se convirtió en un ramal de la 74 en 1947, y en 1953 fue transferida a la Ruta 75. La misma ley, entró en efecto inmediatamente como una medida urgente, autorizada por el  Departamento de Trabajos Públicos para adquirir el sistema del ferry, que después fue operado por la Ciudad de Martínez, en la cual planeaba to detenerlo.

## Mantenimiento
Al igual que las carreteras estatales, las carreteras federales, la Interestatal 680 es administrada y mantenida por el Departamento de Transporte de California por sus siglas en inglés Caltrans.

## Cruces
La Interestatal 680 es atravesada principalmente por la  SR 238  en Fremont
 I 580  en Dublin
 SR 24  en Walnut Creek.